# Room at the Top
Room at the Top is een Britse dramafilm uit 1959 onder regie van Jack Clayton. Het scenario is gebaseerd op de gelijknamige roman uit 1957 van de Britse auteur John Braine.

## Verhaal
Joe Lampton heeft een goed betaalde baan in een Noord-Engelse industriestad. Om iets omhanden te hebben wordt hij lid van een toneelvereniging. Zo ontmoet hij Susan Brown, de dochter van zijn chef. Zij wordt verliefd op Joe en hij denkt vlugger de maatschappelijke ladder te kunnen beklimmen als schoonzoon van de baas. Hij heeft zelf weliswaar een oogje op Alice Aisgill, een oudere vrouw uit diezelfde vereniging. Met beide vrouwen krijgt hij een affaire.

## Rolverdeling
| Acteur               | Personage        |
| -------------------- | ---------------- |
| Simone Signoret      | Alice Aisgill    |
| Laurence Harvey      | Joe Lampton      |
| Heather Sears        | Susan Brown      |
| Donald Wolfit        | Mijnheer Brown   |
| Donald Houston       | Charles Soames   |
| Hermione Baddeley    | Elspeth          |
| Allan Cuthbertson    | George Aisgill   |
| Raymond Huntley      | Mijnheer Hoylake |
| John Westbrook       | Jack Wales       |
| Ambrosine Phillpotts | Mevrouw Brown    |
| Richard Pasco        | Teddy            |
| Beatrice Varley      | Tante            |
| Delena Kidd          | Eva              |
| Ian Hendry           | Cyril            |
| April Olrich         | Mavis            |